# Знойное (Крым)
Зно́йное (до 1960 года Кокко́з; укр. Знойне, крымскотат. Kökköz, Коккозь) — исчезнувшее село в Джанкойском районе Крыма, располагавшееся на северо-западе района, в степной части Крыма, недалеко от берега одного из заливов Сиваша, примерно в 1,5 км севернее современного села Целинное.

## История
Первое документальное упоминание села встречается в Камеральном Описании Крыма… 1784 года, судя по которому, в последний период Крымского ханства Коккоз, записанный как Хыркыз, входил в Сакал кадылык Перекопского каймаканства. После присоединения Крыма к России (8) 19 апреля 1783 года, (8) 19 февраля 1784 года, именным указом Екатерины II сенату, на территории бывшего Крымского Ханства была образована Таврическая область и деревни были приписаны к Перекопскому уезду. После Павловских реформ, с 1796 по 1802 год, входили в Перекопский уезд Новороссийской губернии. По новому административному делению, после создания 8 (20) октября 1802 года Таврической губернии, Коккоз был включён в состав Джанайской волости Перекопского уезда.
По Ведомости о всех селениях в Перекопском уезде состоящих с показанием в которой волости сколько числом дворов и душ… от 21 октября 1805 года в деревне Коккоз числилось 7 дворов, 45 крымских татар и 1 ясыр. На военно-топографической карте генерал-майора Мухина 1817 года деревня Кокоз обозначена с 6 дворами. После реформы волостного деления 1829 года Кок Коз, согласно «Ведомости о казённых волостях Таврической губернии 1829 г», остался в составе Джанайской волости. На карте 1836 года в деревне 13 дворов. Затем, видимо, в результате эмиграции крымских татар, деревня заметно опустела и на карте 1842 года Коккоз обозначен условным знаком «малая деревня», то есть, менее 5 дворов.
Согласно «Памятной книжке Таврической губернии за 1867 год», деревня стояла покинутая, ввиду эмиграции крымских татар, особенно массовой после Крымской войны 1853—1856 годов, в Турцию и, если на трёхверстовой карте 1865 года Коккос ещё обозначен (без указания числа дворов, но с мечетью), то на карте с корректурой 1876 года его уже нет и далее в доступных источниках второй половины XIX — начала XX века не встречается.
Возрождено поселение в Богемской волости было немцами как частное владение Дубса. По Статистическому справочнику Таврической губернии. Ч.II-я. Статистический очерк, выпуск пятый Перекопский уезд, 1915 год, в экономии Кокоз (Дубса) Богемской волости Перекопского уезда числилось 8 дворов с немецким населением в количестве 7 человек приписных жителей и 38 — «посторонних».
После установления в Крыму Советской власти, по постановлению Крымревкома от 8 января 1921 года № 206 «Об изменении административных границ» была упразднена волостная система и в составе Джанкойского уезда был создан Джанкойский район. В 1922 году уезды преобразовали в округа. На карте Крымского статистического управления 1922 года обозначены — хутор Карач-Барач и, рядом, хутор Карач, более не встречающийся. 11 октября 1923 года, согласно постановлению ВЦИК, в административное деление Крымской АССР были внесены изменения, в результате которых округа были ликвидированы, основной административной единицей стал Джанкойский район и село включили в его состав. Согласно Списку населённых пунктов Крымской АССР по Всесоюзной переписи 17 декабря 1926 года, в селе Коккоз в составе упразднённого к 1940 году Тереклынского сельсовета Джанкойского района числилось 8 дворов, все крестьянские, совокупное население составляло 42 человека, из них 35 немцев, 4 русских, 3 записаны в графе «прочие». Вскоре после начала Великой Отечественной войны, 18 августа 1941 года крымские немцы были выселены, сначала в Ставропольский край, а затем в Сибирь и северный Казахстан.
В 1944 году, после освобождения Крыма от фашистов, 12 августа 1944 года было принято постановление № ГОКО-6372с «О переселении колхозников в районы Крыма» и в сентябре 1944 года в район приехали первые новоселы (27 семей) из Каменец-Подольской и Киевской областей, а в начале 1950-х годов последовала вторая волна переселенцев из различных областей Украины. С 25 июня 1946 года селение в составе Крымской области РСФСР, а 26 апреля 1954 года Крымская область была передана из состава РСФСР в состав УССР. Переименовано из посёлка Коккоз в Знойное до 1960 года, поскольку в «Справочнике административно-территориального деления Крымской области на 15 июня 1960 года» Знойное уже значилось в составе Целинного сельсовета, и ликвидировано к 1968 году (согласно справочнику «Крымская область. Административно-территориальное деление на 1 января 1968 года» — в период с 1954 по 1968 годы).